# Chaetopteryx goricensis
Chaetopteryx goricensis là một loài Trichoptera trong họ Limnephilidae. Chúng phân bố ở miền Cổ bắc.